# Lepthyphantes hamifer
Lepthyphantes hamifer este o specie de păianjeni din genul Lepthyphantes, familia Linyphiidae, descrisă de Simon, 1884. Conform Catalogue of Life specia Lepthyphantes hamifer nu are subspecii cunoscute.